# Rio Ruza
O rio Ruza (Руза, em russo) é um rio em Oblast de Moscou, na Rússia, afluente esquerdo do rio Moscou. Seu comprimento é de 145 km. A área de sua bacia é de 1.990 km ². Geralmente congela em novembro e permanece sob o gelo até abril.